# Алексеев, Владимир Васильевич
Владимир Васильевич Алексеев (25 июня (7 июля) 1865, Санкт-Петербург — май 1942, Ленинград) — генерал-майор Российской императорской армии. Участник русско-японской и Первой мировой войн. Кавалер ордена Святого Георгия 4-й степени и Георгиевского оружия. Начальник Окружных повторных курсов для высшего командного состава РККА.

## Биография
Родился 25 июня 1865 года, сын артиста императорских театров Василия Алексеевича Алексеева (Мариинский театр). По вероисповеданию — православный.
Окончил частное учебное заведение. На службе в Российской императорской армии с 4 июля 1881 года. Окончил Виленское пехотное юнкерское училище, из которого выпущен в 27-й пехотный Витебский полк, позже переведён в 96-й пехотный Омский полк. Произведён в подпоручики со старшинством с 1 сентября 1886 года, в поручики — с 1 сентября 1890 года, в штабс-капитаны — с 15 марта 1899 года. 18 мая 1901 года произведён в капитаны со старшинством с 6 мая 1900 года. В течение трёх лет и одного месяца был командиром роты.
Принимал участие в русско-японской войне, после окончания которой, по распоряжению Главного Штаба вошёл в состав комиссии по эвакуации из Японии русских военнопленных, возглавляемой генерал-майором В. Н. Даниловым. 2 июня 1904 года назначен старшим адъютантом штаба новосформированного 5-го Сибирского армейского корпуса, с которым отправился на театр военных действий. 12 января 1906 года отчислен от должности старшего адъютанта и переведён в 214-й пехотный Мокшанский полк. 1 июня 1906 года произведён в подполковники со старшинством с 1 октября 1905 года. 5 октября 1906 года переведён в 3-й Финляндский стрелковый полк, в течение трёх лет и семи месяцев командовал батальоном. В 1911 году произведён в полковники со старшинством с 6 декабря 1910 года.
Принимал участие в Первой мировой войне. Выступил на фронт в рядах 3-го Финляндского стрелкового полка. 26 февраля 1915 года назначен командиром 1-го Финляндского стрелкового полка. Приказом командующего 11-й армией, Высочайше утверждённым 21 ноября 1915 года, пожалован Георгиевским оружием:
За то, что с 11-го по 29-е апреля 1915 года включительно, занимая левый боевой участок дивизии у высот 927 и 898, успешно отбил все атаки противника в превосходных силах и 19-го апреля, перейдя в наступление, опрокинул противника, взяв в плен 13 офицеров, 750 человек нижних чинов и захватив 3 пулемета, чем упрочил положение всей дивизии.
В апрельских боях 1915 года был контужен, в октябре того же года вновь получил контузию. 21 января 1916 года назначен командующим бригадой 74-й пехотной дивизии. 3 февраля 1916 года на основании статей 49 и 54 Георгиевского статута получил чин генерал-майора, со старшинством с 25 августа 1915 года и с утверждением в должности командира той же бригады. Этим же Высочайшим приказом утверждено пожалование командующим 11-й армией ордена Святого Георгия 4-й степени:
За то, что, будучи командиром 1-го Финляндского стрелкового полка, 24-го и 25-го августа 1915 года в бою у д. Настасов, командуя отрядом в составе своего полка, своими искусными распоряжениями и решительными действиями выбил противника к утру 25-го августа из сильно укрепленной им д. Настасов, чем много облегчил 2-му Финляндскому стрелковому полку взятие соседней д. Юзефовки, преследуя своими резервами отступающего противника, захватил в плен 34 офицера и 1242 нижних чина. С занятием полком этого важного пункта неприятельской позиции бой принял решительный оборот в нашу пользу.
29 сентября 1916 года из-за болезни отчислен от должности командира бригады и назначен в резерв чинов при штабе Петроградского военного округа. На 20 декабря 1916 года находился в том же чине и резерве. После Октябрьской революции служил в должности начальника Окружных повторных курсов для высшего командного состава Красной армии.
В 1935—1936 годах написал воспоминания «Эвакуационная комиссия генерала Данилова» о трудностях вызволения из японского плена русских солдат и офицеров после окончания русско-японской войны (опубликованы в 2001 году).
Скончался в блокадном Ленинграде в мае 1942 года. Место захоронения неизвестно.

## Награды
Владимир Васильевич Алексеев был пожалован следующими наградами:
- Орден Святого Георгия 4-й степени (3 февраля 1916);
- Георгиевское оружие (21 ноября 1915);
- Орден Святого Владимира 3-й степени с мечами (24 июня 1915);
- Орден Святого Владимира 4-й степени с бантом за 25 лет выслуги (1912); мечи к ордену (24 июня 1915);
- Орден Святой Анны 2-й степени (6 декабря 1913); мечи к ордену (2 ноября 1916);
- Орден Святой Анны 3-й степени с мечами и бантом (6 января 1906);
- Орден Святого Станислава 1-й степени с мечами (20 декабря 1916);
- Орден Святого Станислава 2-й степени (1911).